# برانکو بیلی اندرسن
برانکو بیلی اندرسن (انگلیسی: Broncho Billy Anderson؛ ‏ ۲۱ مارس ۱۸۸۰ – ۲۰ ژانویهٔ ۱۹۷۱) بازیگر، کارگردان، فیلم‌نامه‌نویس و تهیه‌کننده فیلم اهل کشور ایالات متحده آمریکا بود.
از فیلم‌هایی که وی در آن نقش داشته‌است، می‌توان به مستر فلیپ، قهرمان، جویندگان طلا، دردسر، وقتی شوالیه‌ها ضعیف بودند، وصلهٔ ناجورِ مهمانی آخر هفته، گل و ماسه و احیای خود اشاره کرد.

## نگارخانه

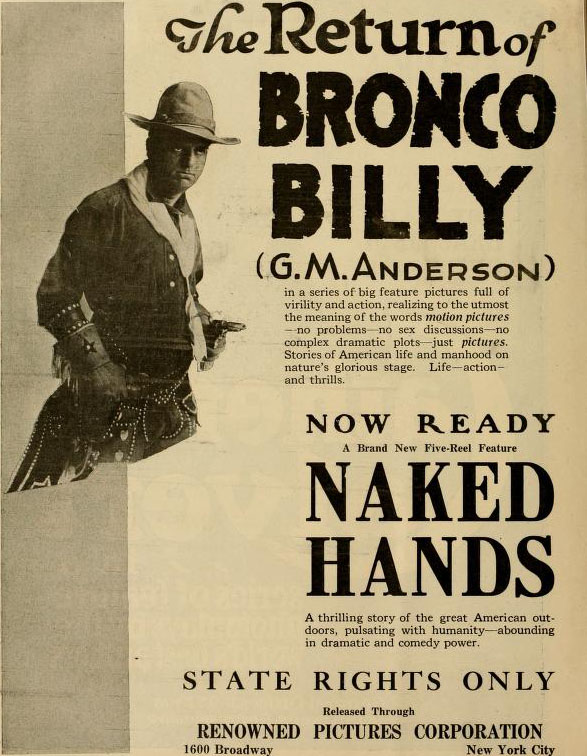
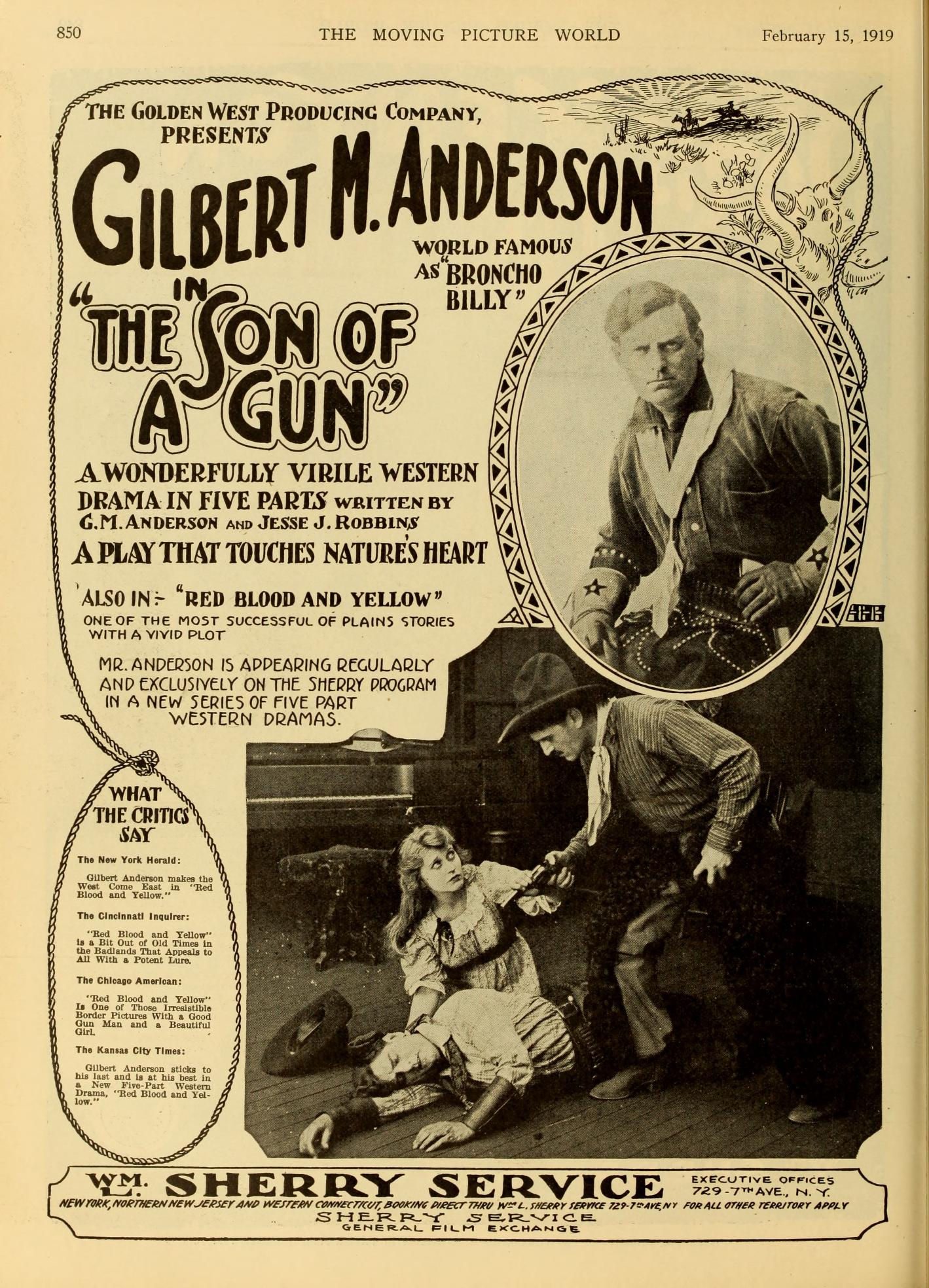